# Styl potoczny
Styl potoczny (język potoczny, rejestr potoczny) – styl funkcjonalny języka znany całej społeczności jego użytkowników i najczęściej przez nich używany. Pod względem swoich cech może być przeciwstawiany różnym stylom językowym: specjalistycznemu, publicystycznemu lub artystycznemu.
Styl potoczny jest wykorzystywany przede wszystkim w codziennych kontaktach językowych, zarówno w nieoficjalnych wypowiedziach ustnych (np. w rozmowach przy stole, w sklepie, w dowcipach i kłótniach), jak i w pewnych gatunkach wypowiedzi pisemnych (np. w korespondencji osobistej, pamiętnikach czy poradnikach). Służy jako środek porozumienia na tematy niewyspecjalizowane, wspólne wszystkim użytkownikom języka. Może też obsługiwać tematy profesjonalne, zarezerwowane dla pewnej grupy osób; zdarza się również, że jest stosowany w kontaktach oficjalnych lub półoficjalnych.
Do cech języka potocznego należą: nacechowanie pod względem ekspresywnym i emocjonalnym, niespecjalistyczność i antropocentryczność, gęste występowanie związków frazeologicznych, wyrazista struktura słowotwórcza wyrazów i ich konkretność. Język potoczny obfituje w środki oceniające rzeczywistość ujemnie; charakteryzuje się on szybko zmieniającą się leksyką, w której duży udział mają wyrażenia środowiskowe i obce. Obserwuje się w nim wiele skrótów oraz tzw. potok składniowy, czyli luźne, niepełne porządkowanie wyrazów pod względem logiczno-syntaktycznym. W stylu potocznym są obecne wyrazy podkreślające, nawiązujące i dodatkowe (puste semantycznie). W relacjach niekoleżeńskich, w kontaktach zewnętrznogrupowych (oficjalnych lub półoficjalnych) język potoczny występuje w wariancie „neutralnym” (nienacechowanym), unikającym cech ekspresywnych, zwłaszcza ekspresji negatywnej. Język potoczny wykazuje dużą elastyczność, pozwalającą na użycie jego wyrażeń w różnych i zmiennych znaczeniach. W tym sensie odróżnia się od języka specjalistycznego, który dąży do jednoznaczności przekazu. Do języka potocznego czasami przenika slang, czyli słownictwo wysoce nieformalne i ograniczone sytuacyjnie. Na płaszczyźnie dźwiękowej styl potoczny cechuje się większą rozciągłością zjawisk asymilacyjnych wewnątrz słowa i na granicach słów.
W piśmiennictwie język potoczny jest określany rozmaitymi terminami: odmiana potoczna (wariant potoczny), język obiegowy, rejestr niski, styl konwersacyjny; występują też różne pokrewne pojęciowo (choć niekoniecznie równoznaczne) przymiotniki: „kolokwialny”, „oralny”, „naturalny”, „ustny” czy „mówiony”.
Polszczyzna potoczna podlega opisowi i ocenie pod pojęciem normy użytkowej (zwanej też potoczną), wyróżnianej w ramach dwupoziomowej normy języka ogólnopolskiego. W niektórych społecznościach (gdzie zarysowała się dyglosja) funkcję rejestru niskiego (języka potocznego, codziennego, nieoficjalnego) pełni język silnie (lub całkowicie) odrębny od języka wysokiego (używanego w literaturze czy kontaktach oficjalnych).

## Pozycja stylu potocznego
Styl potoczny to najbardziej powszechny wśród stylów użytkowych języka: znajduje zastosowanie w rozmaitych sytuacjach społecznych i jest używany przez szczególną liczbę użytkowników języka. Jest ściśle związany z fundamentalnymi potrzebami człowieka, odzwierciedla podstawowe składniki ludzkiego otoczenia oraz ujawnia trwałe struktury percepcji i myślenia. Przedstawia codzienny i wręcz „naiwny” obraz rzeczywistości. Na etapie akwizycji językowej styl ten jest przyswajany jako pierwszy i zachowuje swoją centralną pozycję w późniejszej praktyce językowej.
Styl potoczny nie występuje wyłącznie w języku mówionym, choć prymarny charakter ustnego języka sprawia, że styl ten jest w tej postaci szczególnie dobrze rozwinięty. Styl potoczny może jednak obejmować zarówno wszelkie gatunki wypowiedzi ustnych (codzienne rozmowy, powitania i pożegnania, prośby, polecenia, życzenia, kłótnie, flirty, kawały itd.), jak też wypowiedzi pisemne, również zróżnicowane pod względem tematyki (np. listy i pamiętniki, dzienniki prywatne, reportaże, porady życiowe).
Styl potoczny pełni funkcję interpretanta w odniesieniu do innych stylów językowych. Ma to miejsce wtedy, gdy język potoczny służy wyjaśnianiu przekazu wyspecjalizowanego stylistycznie przy użyciu „własnych słów” („mówiąc po prostu", „mówiąc najprościej"). Styl potoczny funkcjonuje na zasadzie przystawalności do doświadczeń najbliższych człowiekowi. Styl potoczny stanowi ponadto podstawę derywacyjną dla wtórnych stylów, modyfikujących jego elementy do własnych potrzeb. Style sekundarne (np. naukowy) mogą się rozwijać, czerpiąc środki z zasobów stylu potocznego, a znaczna część terminologii, używanej w nauce i technice, powstaje w wyniku terminologizacji, czyli adaptacji podstawowego zasobu leksykalnego języka.

## Pisany język potoczny
Styl potoczny funkcjonuje również w postaci pisanej, zwłaszcza w swobodnych interakcjach tekstowych. Potoczne wiadomości tekstowe charakteryzują się zwykle odejściem od przepisów interpunkcyjnych: wyodrębnianie wypowiedzeń nie jest bowiem uważane za istotne, podobnie jak w kodzie języka ustnego. Do znaków najczęściej stosowanych w swojej podstawowej funkcji należą: wykrzyknik, nadający wypowiedzi emocjonalne zabarwienie, i znak zapytania, służący wyróżnianiu zdań pytających. Usługa SMS jako medium przypomina komunikację ustną: umożliwia bowiem interakcję w czasie zbliżonym do rzeczywistego, przy użyciu środków typowych dla języka mówionego. Wiadomości tekstowe dzielą z językiem mówionym spontaniczność i szybkość reakcji.
Na gruncie polskim wiadomości tekstowe wyróżniają się pomijaniem niektórych znaków graficznych, a także brakiem typowej delimitacji tekstu na poszczególne elementy składniowe.

## Pojęcie potoczności
W różnych tradycjach narodowych, kształtowanych przez czynniki historyczne, język literacki może się przeciwstawiać zarówno dialektom, jak i odmianie potocznej. W kontekście języka niemieckiego język potoczny (Umgangssprache) bywa postrzegany jako „strefa buforowa” między niemczyzną standardową a formami niestandardowymi. Termin „potoczny” (umgangssprachlich) może być rozumiany na dwa sposoby: jako określenie na środki wchodzące w skład normy potocznej (tj. pewnej warstwy stylistycznej języka standardowego) lub jako określenie na formy niestandardowe.
Z jednej strony język potoczny może być utożsamiany z językiem elity społecznej, z drugiej zaś pojęcie to może obejmować np. dialekty miejskie, stanowiące „niekontrolowany język potoczny”, przejściowy między dialektami wiejskimi a językiem literackim. Niektórzy autorzy określają mowę potoczną jako wariant języka niepodlegający przepisom normatywnym. Według jednego z ujęć polszczyzna potoczna ma dopuszczać „dużą swobodę użycia dowolnych wyrazów i zwrotów, nawet nieakceptowanych przez wyższe warstwy społeczeństwa”. Peter Trudgill, specjalista od języka angielskiego, dochodzi do wniosku, że pojęcia formalności i potoczności nie mają związku z dychotomią między formami standardowymi i niestandardowymi: na przykładzie angielszczyzny stwierdza, że standardowy angielski może występować zarówno w postaci formalnej, jak też swobodnej, czy nawet wulgarnej.
Postrzeganie elementów języka jako potocznych może różnić się w zależności od źródła słownikowego i poczucia danego użytkownika.
Jako potoczne określa się również opinie, wiedzę czy nazewnictwo. W tym kontekście potoczność przeciwstawiana jest naukowości: poglądom naukowym lub terminologii fachowej.